# Менхібар
Менхібар (ісп. Mengíbar) — муніципалітет в Іспанії, у складі автономної спільноти Андалусія, у провінції Хаен. Населення — 9797 осіб (2010).
Муніципалітет розташований на відстані близько 280 км на південь від Мадрида, 29 км на північний захід від Хаена.

## Демографія
Динаміка населення (INE ):